# Szent Senute
Atripéi Szent Senute, Senuda vagy Snudi (latinul: Sinuthius, Sannitius, koptul Ⲁⲃⲃⲁ Ϣⲉⲛⲟⲩϯ), (348 – 466. július 14.) kopt szerzetes, apát, ő volt Szent Pakhomiosz után az egyiptomi szerzetesség leghatékonyabb szervezője.
Neve (kopt alakban Ϣⲉⲛⲟⲩϯ) še (ϣⲉ "fiú"), en- (ⲉⲛ "a") és Noude / Nouti (Ⲛⲟⲩϯ "Isten"), tehát a jelentése: "isten fia."

## Élete
Akhim faluban született keresztény földműves családban. Édesanyja már korán elvezette a Fehér-monostorba, ahol Pgol (ⲡⲓϫⲱⲗ) nevű nagybátyja volt az elöljáró. Senute az ő kemény vezetésével nevelkedett, s határozta el magát a monasztikus életre. Kenyeret, borsót, füveket evett, vizet ivott. A közösségben élt és imádkozott, de időnként egy öszvérrel, és egy bot segítségével nekivágott a sivatagnak, hogy egy időt a magányos imának szenteljen.
385 körül nagybátyja utódja lett. Heves természete miatt tanítványa és életrajzírója, Bésa Mózeshez hasonlította őt.  (Az efezusi zsinaton, ahová 431-ben el kellett kísérnie Alexandriai Szent Cirill metropolitát, haragjában egyszer Nesztorioszhoz vágott egy keze ügyébe eső könyvtartót.) Mint elöljáró, levelezett magával a császárral is. Nem sokkal a khalkédóni zsinat után hunyt el. Bésa szerint 118 éves volt ekkor. A Keleti egyház szentként tiszteli, nyugaton viszont – olykor embertelen szigora miatt – nem szerepel a kalendáriumokban.

## Művei
Senute irodalmi téren is alkotott, s ezzel a kopt nyelv klasszikusa lett. Tudott görögül, ismerte a mitológiát és a filozófiát is. Beszédeket, tanulmányokat és törvényeket írt monostorának. Néhány levele, szentbeszéde és apokalipszise is ismert – részben szír, etióp és arab nyelvű fordításban. E művek hitelességét nem mindig könnyű megállapítani. Művei kolostorában maradtak fenn, de teljes kiadásuk még nem történt meg.

## Élet a Fehér-monostorban

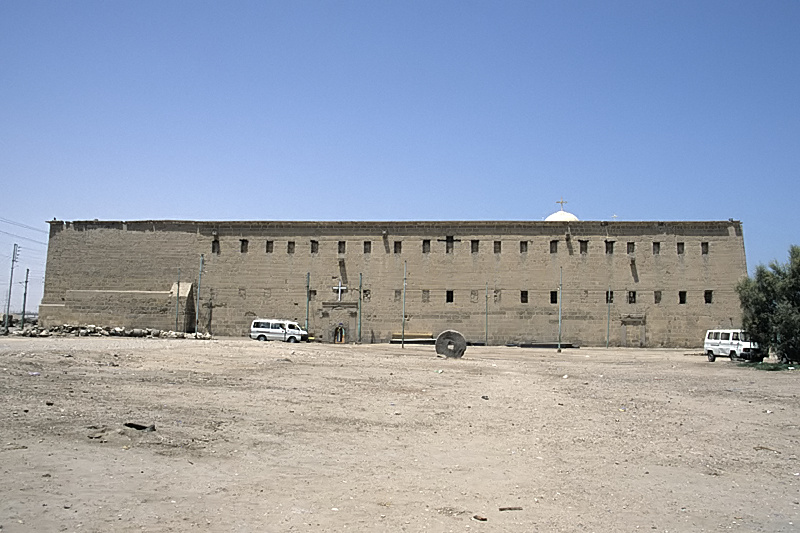
A Fehér-monostor kívülről

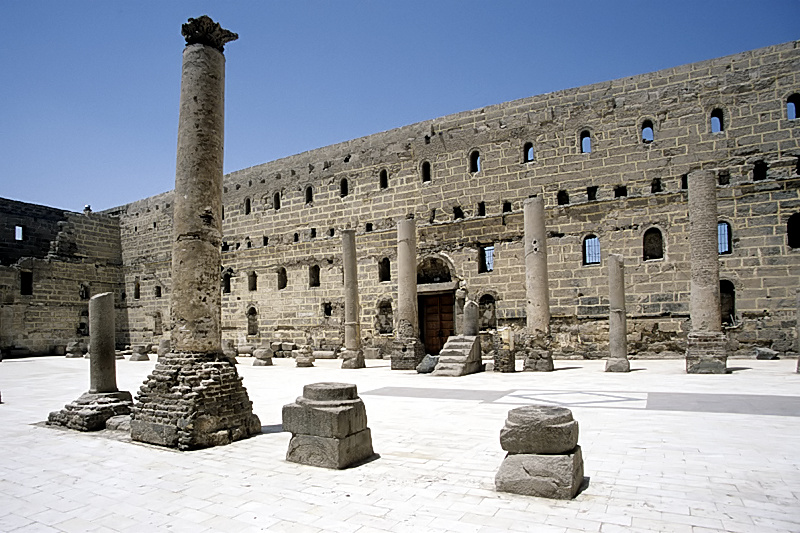
A Fehér-monostor egy része belülről

A Fehér-monostorban kezdetben Pakhomiosz Regulája szerint éltek. Senute nagybátyja, Pgol, ehhez számos szigorú előírást csatolt. Maga Senute, némely tekintetben enyhített bizonyos szabályokat. Ő vezette be a hűség ígéretét mint Istennel kötött szövetséget. Ez a megvallás (professio) nyiltvánosan, a templomban hangzott el, s írott dokumentumát megőrizték. Senute másik újítása a remete- és a közösségi élet összekapcsolása volt. A monakhosz eszerint bizonyos időre elvonulhatott a sivatagba, de évenként négyszer meg kellett jelennie a közösségben, nehogy teljesen elszokjék tőle. Ez a gyakorlat szokásba jött Nitriában és Szkétiszben, de nem terjedt át Thébára.
Senute megsokszorozta az imát. Minden monakhosznak kellett tudnia olvasni, ahogy a munka is kötelező volt mindenki számára. Nagy számban készültek kéziratok. A napi egyszeri étkezés kenyérből, főzelékből, datolyából, füvekből és vízből állt – tilos volt a sajt, a hal és a tojás. (A húson kívül.) A hibákért rendkívül szigorú vezeklést, botozást, börtönt rótt ki az apát. (Jellemző például, hogy Senute egy gabonaszem eltulajdonítását is a Regula megszegésének minősíti.) E rendszabályok ellenére a hagyomány szerint Senute 2200 férfi és 1800 női szerzetest irányított.
A Fehér-monostor mai is látható falai hatalmas erődítményre emlékeztetnek. Senute gyakran fogadott be ide háború idején menekülteket, nyújtott védelmet szökevényeknek. Lenyűgözőek a templom falai, és a rajtuk épen maradt freskók. Az életrajz úgy tartja, hogy a templomot Senute – az egyiptomi hagyomány szellemében – Isten dicsőségére és saját maga halhatatlanságára építtette.

## Korabeli életrajza magyarul
- Apa Senuti életrajza, ford. Egedi Barbara, Hasznos Andrea, Luft Ulrich, In: Istenek, szentek, démonok Egyiptomban – Hellénisztikus és császárkori vallástörténeti szövegek, Szerk. Bugár István – Luft Ulrich, Kairosz Kiadó, Budapest, 2003, ISBN 963 9484 76 8, 279–325. o.

## Külső hivatkozások
- St. Shenute (angol nyelven). Catholic Online. (Hozzáférés: 2014. február 27.)
- Shenoute (angol nyelven). Yale Egyptological Institute in Egypt. [2014. március 4-i dátummal az eredetiből archiválva]. (Hozzáférés: 2014. február 27.)
- 1. The Departure of St. Shenouda (Shenoute), the Archimandrite. (angol nyelven). Coptic Orthodox Church Network. (Hozzáférés: 2014. február 27.)
- Shenouda the Archimandrite (angol nyelven). Orthodox Wiki. (Hozzáférés: 2014. február 27.)
- Shenoute the Great (angol nyelven). Patheos.com. (Hozzáférés: 2014. február 27.)